# Passo de pena
A passo de pena, simplesmente pena, é uma figura de dança no estilo foxtrot. Dependendo do programa, consiste em três ou quatro passos (homem pisando basicamente para frente), com o terceiro passo (pé direito) feito por fora da senhora do lado direito, com uma leve virada na posição do corpo para a direita.

O programa da Imperial Society of Teachers of Dancing (ISTD) considera o quarto passo que alinha o homem com a mulher em uma posição normal de dança como parte da variação do passo de pena,  enquanto o programa da Associação Internacional de Professores de Dança (IDTA) não incluído no programa de Estudos.
O padrão e principalmente a sua parte distintiva (passos 2 e 3) deu origem a diversas variações:
- pena curvada
- pena virada
- Pena traseira
- pena de pairar
- Finais de variações mais complexas:
  - Acabamento de penas (o primeiro passo é retirado; chamado acabamento de continuidade no estilo americano [2] )
  - Final de pena (primeiro passo é dado na posição de passeio)